# Изкупление
„Изкупление“ (на турски: Kefaret) е драматичен турски телевизионен сериал, продуциран от 25 Film, чийто първи епизод е излъчен на 22 ноември 2020 г., режисиран от Месуде Ераслан, по сценарий на Махинур Ергун.

## Актьорски състав
- Нургюл Йешилчай – Зейнеп Гьокмен
- Мерт Фърат – комисар Синан Демир
- Юрдаер Окур – Ахмет Чънарлъ
- Йозге Йозаджар – Мелтем Серез
- Еге Кьокенли – Нил Анъл
- Мине Кълъч – Арзу Кендир
- Айшегюл Дженгиз – Мюневер Дениз
- Айше Тунабоолу – Айше Чандър
- Хакан Юфкаджъгил – Алп Хасаноолу
- Юсуф Атала – Кадир Кънар
- Ефе Депрем – Мехмет
- Айберк Аладар – Емре
- Толга Гюлеч – Зеки
- Лавиня Юнлюер – Суде
- Бахар Едже Йълмаз – Джансу
- Шенай Деде – Мелис
- Хакан Айдън – Метин
- Назлъ Кар - Зюхре

## Излъчване в Турция
| Сезон | Епизоди | Начало на сезона | Край на сезона | Всички епизоди | ТВ сезон    | ТВ Канал | Дата и час               |
| ----- | ------- | ---------------- | -------------- | -------------- | ----------- | -------- | ------------------------ |
| 1     | 35      | 22 ноември 2020  | 29 юли 2021    | 1 – 35         | 2020 - 2021 | FOX/NOW  | неделя/четвъртък (20:00) |

## Излъчване в България
| Сезон | Сезон | Епизоди | Начало на сезона | Край на сезона  | Всички епизоди | ТВ сезон | ТВ канал  | Дата и час                    |
| ----- | ----- | ------- | ---------------- | --------------- | -------------- | -------- | --------- | ----------------------------- |
|       | 1     | 112     | 27 юни 2025      | 2 октомври 2025 | 1 – 112        | 2025 г.  | bTV Story | всеки делник (21:30/ и 22:30) |

## В България
В България сериалът започва на 27 юни 2025 г. по bTV Story. Дублажът е на студио Медиа Линк. Ролите се озвучават от Елена Бойчева, Яница Маслинкова, Светлана Смолева, Росен Русев и Владимир Колев.